# امتثال محمود
امتثال «إيمي» محمود هي شاعرة وناشطة سودانية، تنهج الصلام. وفازت ببطولة الصلام الفردية العالمية سنة 2015. وهي واحدة من 100 امرأة تأثيرا لعام 2015 ، وفقا لبي بي سي.

## النشأة
ولدت امتثال في دارفور بالسودان وانتقلت مع عائلتها إلى اليمن عندما كانت طفلة، ثم إلى الولايات المتحدة في عام 1998. عندما كانت في السابعة من عمرها، عادت إلى السودان حيث شارك والداها في احتجاج بعد أن توقفت الحكومة عن دفع الأجور للمعلمون. اختبأت هي والأصدقاء تحت السرير بالخوف. وقالت إن التجربة أثارت إعجابها بقيمة التعليم. دخلت امتثال مدرسة جوليا آر ماسترمان الثانوية في فيلادلفيا وفازت بمنحة ليونور أنينبرغ، وهي جائزة تغطي جميع التكاليف لمدة أربع سنوات في أي كلية في الولايات المتحدة.

## الشعر
كانت امتثال أول من تحدث عن الكلمة المنطوقة في الشعر في جامعة ييل. انضمت إلى ¡Oyé! ، وهي مجموعة كلمات محكية تابعة للمركز الثقافي اللاتيني في الحرم الجامعي، ثم إلى فريق يالي صلام.
كانت قصيدة امتثال التي فازت عام 2015 تسمى «ماما». كانت القصيدة تكريما لوالدتها، التي لم تتمكن من الحضور في ذاك اليوم. حيث كانت في السودان تحضر جنازة جدتها التي توفيت في اليوم الأول من المسابقة.

## النشاط
منذ الثانوية، كانت امتثال ناشطة تدعوا إلى الاهتمام بوقف العنف في دارفور. وأختيرت ضمن قائمة البي بي سي لأكثر 100 امرأة إلهاما في العالم لعالم 2015، كما دعيت إلى اجتماع 2016 مع الرئيس أوباما عندما زار الجمعية الإسلامية بالتيمور. في عام 2017، شاركت إيمي في جولة «كيفية القيام بعمل جيد»، مؤدية قصائد ومناقشة لأعمالها الدعوية في أوسلو، ستوكهولم، لاهاي، بروكسيل، باريس، لندن ونيويورك. منذ 2014، أصبحت امتثال تدافع عن حقوق مرضى فقر الدم المنجلي في نيبال.